# Атвия
Абтин (перc: آبتین), или Атвия — персонаж «Шахнаме», отец Ферейдуна. Будучи «вторым человеком», подготовившим Ахура-Мазду к «материальному миру» (первым был Джамшид, а третьим — Трита). Его имя происходит от того же происхождения, что и «Аптья», титул водорожденных божеств или героев в Ригведе. Согласно Шатапатха-брахману, первым, кто носил этот титул, был Агни, и что впоследствии он создал три Аптйи, Триту, Двиту и Экату, когда в гневе плюнул на воду.
Имя Атбия не совпадает с генеалогией пехлевийских источников, по которой отец Феридуна — Пуртур или Пургав (в пазендском чтении арамейской идеограммы). Имя Пургав состоит из двух частей: Пур —сын, Гав — бык, корова, что позволяет допустить сопоставление с коровой, вскормившей Феридуна. Первым на земле, кто приготовил хаому был Вивангхвант, отец Йимы. Вторым — Атвия, отец Траэтаоны. Третьим — Срита из рода Сама. Четвёртым — Поурушаспа, отец Заратуштры. Благодаря парахоме все они совершили героические поступки и получили достойное и блестящее потомство.